# بازين
البازين أو العيش هو أحد أطباق المشهورة في ليبيا. ذو شكل مميز، شائع خصوصًا في الغرب الليبي؛ مكون من دقيق الشعير في معظم الأحيان والمرق. 
أغلب الليبيين يفضلون تناول البازين في فصل الشتاء، لأنه يعمل على تدفئة الجسم، وكذلك في المناسبات الكبيرة وبخاصة في الأعراس، حيث تخصص وجبة كاملة ورئيسية للبازين، وأغلب الرجال يطلبونه ويقبلون عليه في مثل هذه المناسبات.

## التاريخ
تعود كلمات بازين إلى الأمازيغية إذ نجد كلمة أبزين وتبزينت. وقد كان البازين أكلة معروفة في العهدين الزيري والحفصي.

## المكونات الأساسية
يتكون بشكل أساسي من دقيق الشعير أو دقيق القمح مع مرق لحوم حمراء أو لحوم أخرى. إذ يطبخ الدقيق في الماء ويدلك حتى ينضج ثم يجمع في وسط الإناء ويسقى بمرق اللحم.

## أنواع
- بازين باللوسة
- بازين بحساء البيض
- بازين باللبن
- بازين بالفول المدشدش، وأنواع أخرى.
- بازين درع
- بازين بالقاروس (المهدية)
- بازين بالقلاية (صفاقس)
- بازين بالأرنب (المهدية)
- بازين بالقرنبيط (مساكن)